# Marco Livio Druso (console 112 a.C.)
Marco Livio Druso, detto il censore per distinguerlo dall'omonimo figlio (Marco Livio Druso detto il tribuno) (... – 108 a.C.), fu fatto tribuno della plebe allo scopo di opporsi alle riforme agrarie di Gaio Sempronio Gracco.

## Biografia
Per fare questo propose la creazione di 12 colonie in ognuna delle quali insediare 3.000 coloni provenienti dalle classi più povere e di alleggerire la tassa sulla proprietà. Affermò anche che i socii latini non avrebbero dovuto essere maltrattati dai generali romani, controbattendo in questo modo all'idea di Gracco di voler riconoscere loro la piena cittadinanza romana.
Queste proposte sono passate alla storia col nome di Leges Liviae, che però non furono mai messe in pratica, perché il Senato voleva solo incrinare la forza e il potere di Gaio Gracco. Il piano ebbe successo e così Druso riuscì a porre il veto alla riforma graccana.
Druso divenne poi console nel 112 a.C. e combatté per due anni consecutivi contro gli Scordisci in Tracia, anche quando gli venne prolungato il mandato come proconsole di Macedonia nel 111 a.C.. Egli otteneva nel maggio dell'anno successivo (110 a.C.) il trionfo su questo popolo, che aveva combattuto probabilmente insieme con altri popoli suoi alleati della zona, come i Daci e le vicine popolazioni della Tracia.
Nel 109 a.C. fu eletto censore insieme con Marco Emilio Scauro, ma morì l'anno successivo (108 a.C.).